# Synemon
Synemon är ett släkte av fjärilar. Synemon ingår i familjen Castniidae.

## Bildgalleri

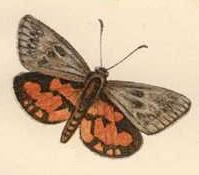
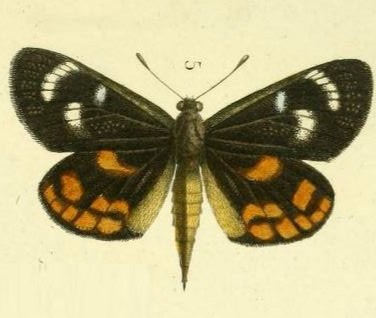
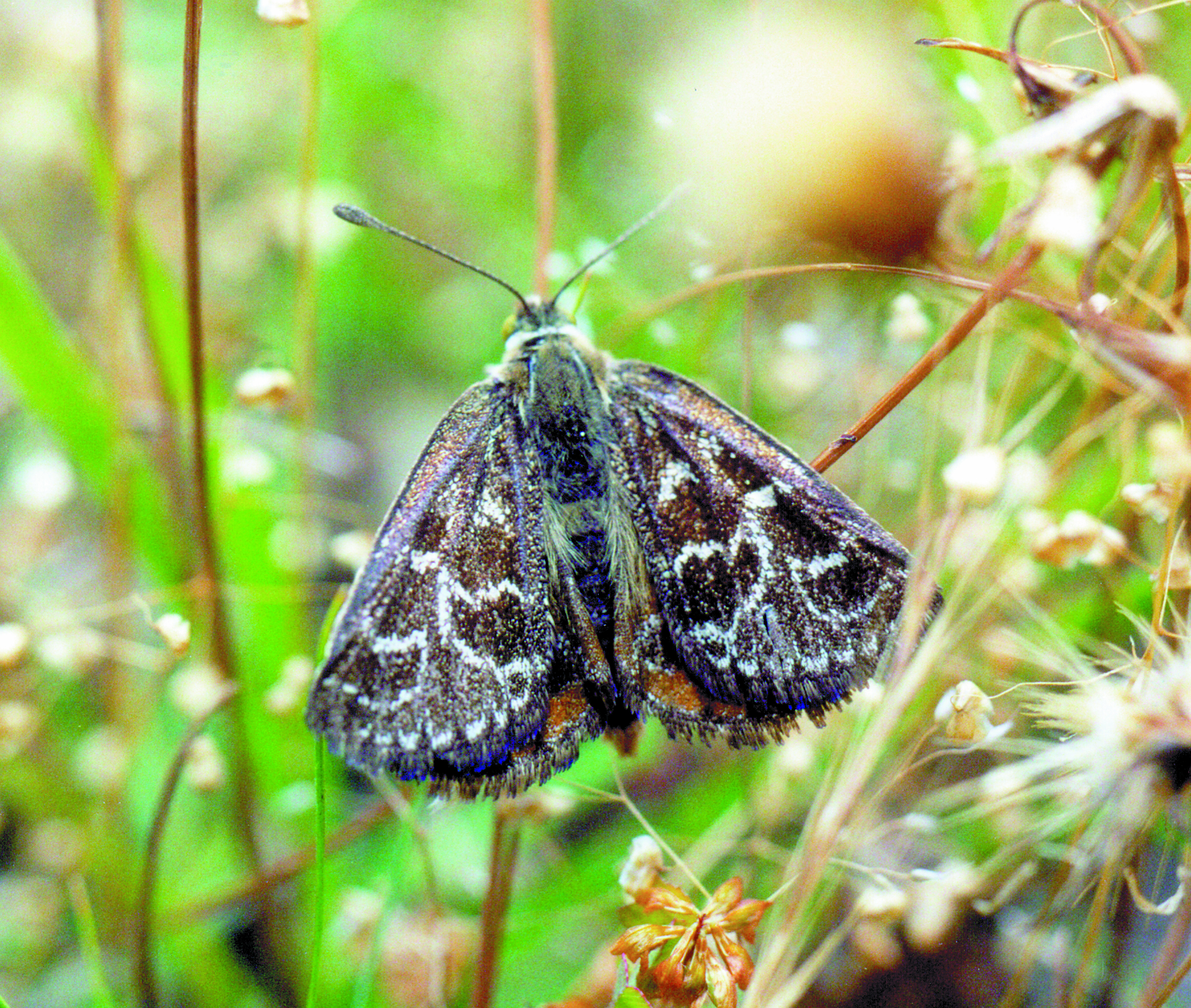
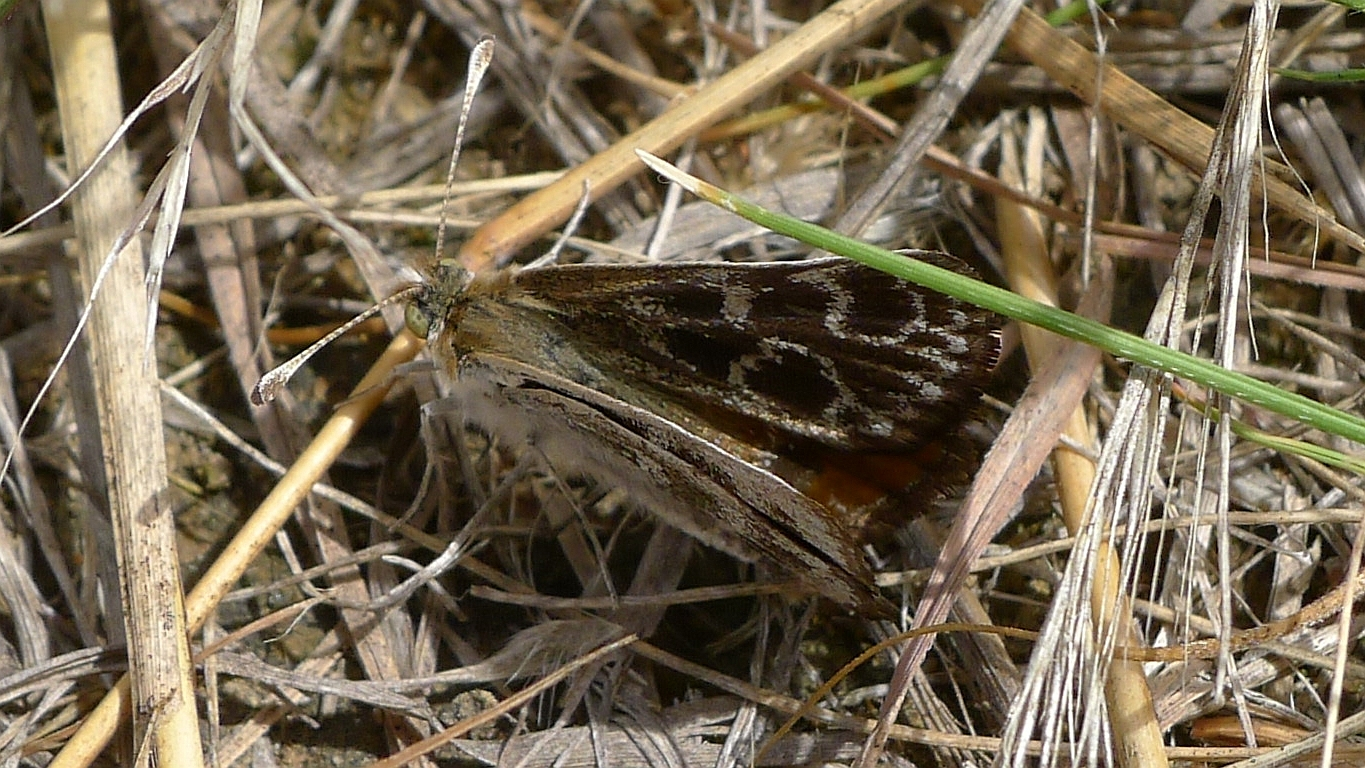
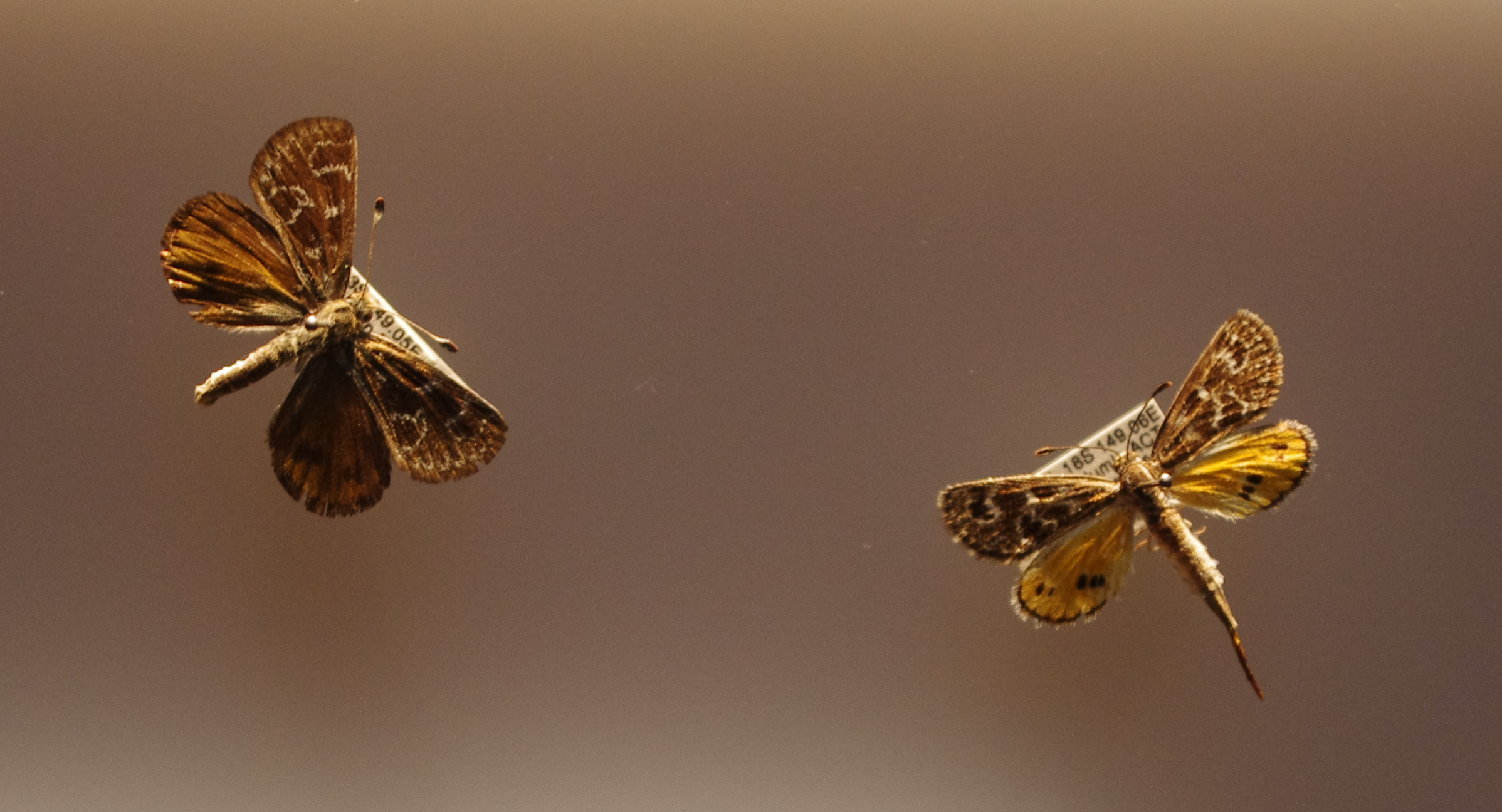
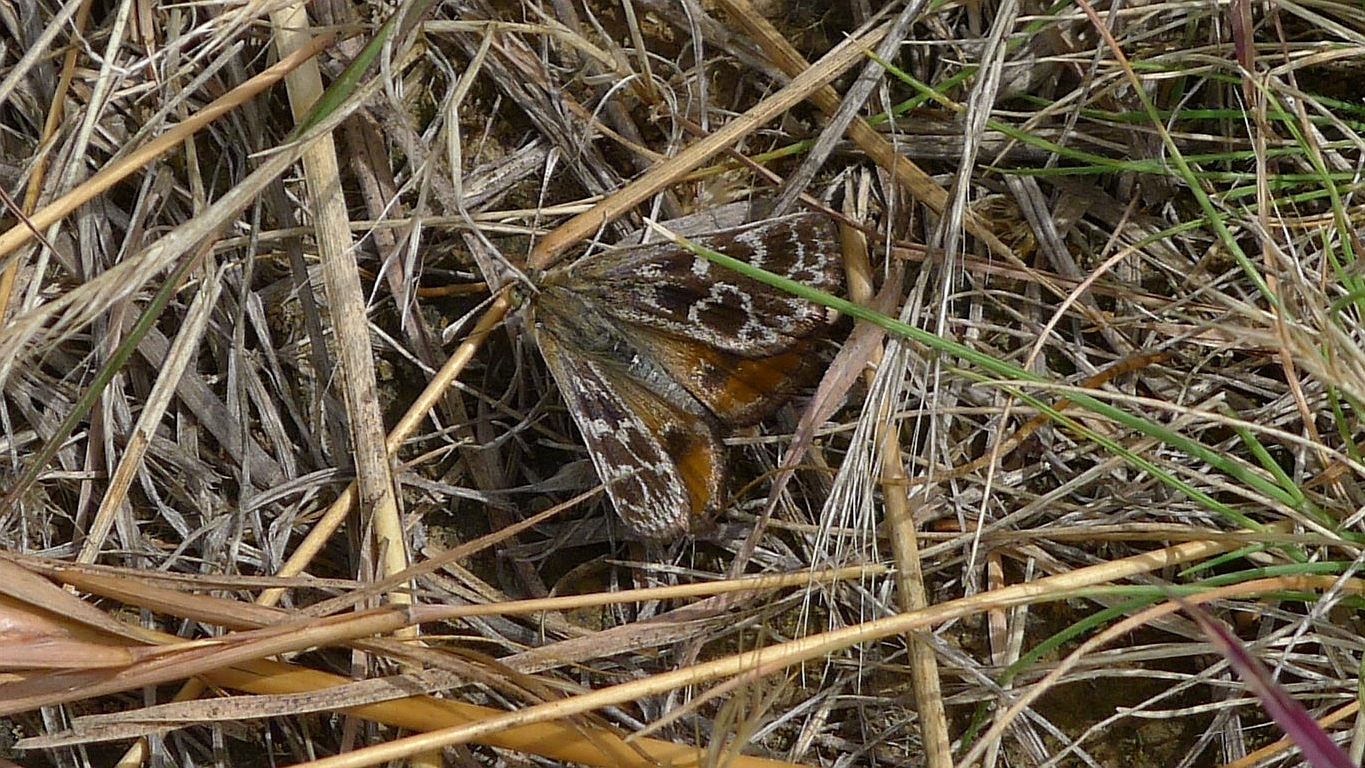

## Dottertaxa tillSynemon, i alfabetisk ordning[1]
- Synemon adelaida
- Synemon affinita
- Synemon austera
- Synemon bifaciata
- Synemon brontias
- Synemon catocaloides
- Synemon collecta
- Synemon directa
- Synemon discalis
- Synemon gerda
- Synemon gratiosa
- Synemon heliopis
- Synemon hesperioides
- Synemon icaria
- Synemon josepha
- Synemon laeta
- Synemon leucospila
- Synemon livida
- Synemon maculata
- Synemon magnifica
- Synemon maja
- Synemon monodesma
- Synemon mopsa
- Synemon nais
- Synemon notha
- Synemon nupta
- Synemon obscura
- Synemon obscurella
- Synemon obscuripennis
- Synemon parthenoides
- Synemon partita
- Synemon phaeoptila
- Synemon plana
- Synemon pyrrhoptera
- Synemon scaria
- Synemon selene
- Synemon simpla
- Synemon simplex
- Synemon sophia
- Synemon theresa
- Synemon vagans